# Peter Rasmussen (football)
Pour les articles homonymes, voir Peter Rasmussen et Rasmussen.
Peter Rasmussen est un footballeur danois, né le 16 mai 1967.

## Biographie
En tant qu'attaquant, Peter Rasmussen fut international danois à 13 reprises pour deux buts.
Il participa à la Coupe des confédérations 1995, à la suite du titre de champion d'Europe en 1992. Il fut titulaire dans tous les matchs (Arabie saoudite, Mexique et Argentine). Il inscrivit deux buts dans ce tournoi : un but à la 48e minute contre le Mexique et un contre l'Argentine à la 75e minute. Il remporta le tournoi.
Il joua dans des clubs danois (AaB Ålborg, Støvring IF, Aalborg Chang et Viborg FF) et allemands (VfB Stuttgart). Il remporta un championnat danois et deux coupes du Danemark.

## Clubs
- Støvring IF
- Aalborg Chang
- 1988-1989 : AaB Ålborg
- 1989-1990 : VfB Stuttgart
- 1990-1997 : AaB Ålborg
- 1997-1999 : Viborg FF

## Palmarès
- Vainqueur de la Coupe des confédérations 1995
- Champion du Danemark en 1995 et 1999
- Finaliste de la Coupe du Danemark en 1991, 1993 et 1999